# Macreurops longicollis
Macreurops longicollis es una especie de coleóptero del género monotípico Macreurops de la familia Monotomidae.

## Distribución geográfica
Habita en California (Estados Unidos).